# Ahlatlıbel, Çankaya
Ahlatlıbel là một xã thuộc huyện Çankaya, tỉnh Ankara, Thổ Nhĩ Kỳ.